# Воликівська Ірина Іванівна
Ярина (Ірина) Іванівна Воликівська (до шлюбу Оринка Підопригора; 5 травня (22 квітня) 1902, Засулля (тепер у складі Ромен) — 29 січня 1979, Одеса, похована в Ромнах) — українська артистка опери (лірико-драматичне сопрано широкого діапазону). Народна артистка УРСР (1941).

## Життєпис
1928 — закінчила Державний музично-драматичний інститут імені М. В. Лисенка (клас О. О. Муравйової) в Києві.
Сценічну діяльність розпочала 1918 року в Музично-драматичному театрі в Ромнах.
Брала уроки сценічної майстерності у Панаса Саксаганського.
З 1929 співала в Київському, згодом — у Харківському оперних театрах.
1935—1936 — в Большому театрі (Москва).
1941—1944 — в Театрі опери і балету ім. Абая (Алма-Ата).
1929—1930, 1936—1941, 1944—1957 — в Одеському театрі опери і балету.
Співала в дуеті з своїм чоловіком — заслуженим артистом УРСР Сергієм Данченком.
1957 року залишила сцену.
Померла 29 січня 1979 року.
На її честь та на честь диригента Андрія Воликівського в Ромнах вулиця Ворошилова перейменована на вулицю Воликівських.

## Партії
- Ліза — «Винова краля»
- Лушка — «Піднята цілина»
- Аїда — «Аїда» Верді,
- Мирослава — «Золотий обруч» Лятошинського,
- Наталка — «Наталка Полтавка» Лисенка,
- Одарка, Оксана — «Запорожець за Дунаєм» Гулака-Артемовського,
- Тетяна — «Євгеній Онєгін» Чайковського,
- Ярославна — «Князь Ігор» Бородіна,
- Тетяна, Марія — «Євгеній Онєгін», «Мазепа» П. Чайковського,
- Баттерфляй — «Мадам Баттерфляй» Дж. Пуччіні.

## Визнання
- 1940 — заслужена артистка Української РСР[1]
- 1941 — народна артистка УРСР